# Limenitis fridayi
Limenitis fridayi är en fjärilsart som beskrevs av Gunder 1932. Limenitis fridayi ingår i släktet Limenitis och familjen praktfjärilar. Inga underarter finns listade i Catalogue of Life.